# Санто-Стефано-ди-Рольяно
Санто-Стефано-Ди-Рольяно (итал. Santo Stefano di Rogliano) — коммуна в Италии, располагается в регионе Калабрия, подчиняется административному центру Козенца.
Население составляет 1398 человек, плотность населения составляет 74 чел./км². Занимает площадь 19 км². Почтовый индекс — 87056. Телефонный код — 0984.
Покровителем коммуны почитается святой первомученик Стефан, празднование 26 декабря. Также в коммуне особо поминают Пресвятую Богородицу (Madonna della Soccorso), празднование 4 и 5 августа, святую Либерату, празднование в третье воскресение сентября, и San Rocco.